# Massimo Tamburini
Massimo Tamburini (28 de noviembre de 1943 - 6 de abril de 2014) fue un diseñador de motocicletas italiano para Cagiva, Ducati y MV Agusta, y fue uno de los fundadores de la Bimota. Los diseños de Tamburini son emblemáticos en el mundo del diseño de motocicletas. Su Ducati 916 y MV Agusta F4 se incluyeron en la exhibición The Art of the Motorcycle en el Museo Guggenheim de 1998 a 1999.
Vivió y trabajó en San Marino en el CRC (Centro Ricerche Cagiva), una subsidiaria de MV Agusta, en el que se retiró del 31 de diciembre de 2008.

## Carrera
Tamburini dijo: "Siempre he tenido una gran pasión por las motos -. Mi madre solía quejarse cuando yo era un niño pequeño, llamándolo mi obsesión, nunca he tenido ningún deseo de diseñar cualquier otra cosa". Su exposición a la industria de la motocicleta comenzó cuando asistió a la carrera del campeonato del mundo en Monza en 1961. Cautivado por el sonido del motor de cuatro tiempos de la MV Agusta montado por Provini, Tamburini finalmente dedicó su vida al diseño de motocicletas.
Mientras Tamburini era dueño de un negocio de calefacción en su ciudad natal de Rimini, fue dándose a conocer por su carrera tuning, mejorando la potencia y la dinámica de la motocicleta, así como haciéndolas más ligeras. Rimini era la ciudad de entusiastas del motociclismo, está cerca de una fábrica de motocicletas Benelli, y el sitio de muchas carreras de ruta después de la Segunda Guerra Mundial. La MV Agusta 600 cuatro era la especialidad de Tamburini en particular, por lo que fue conocido "en toda Italia", según Mick Walker, quien dijo: "la transformación de lo que había sido una moto de paseo fea y lenta en una Sportser elegante y rápida fue realmente sensacional".
Tamburini creó su primer diseño de motocicleta en 1971, con la personalización de una MV Agusta 750 Sport soldando el marco él mismo.

## Enfermedad y la muerte
Tamburini fue diagnosticado con cáncer de pulmón en noviembre de 2013 y se sometió a quimioterapia, cerca de su residencia en San Marino. Su salud continuó disminuyendo, y murió el 6 de abril de 2014, a los 70 años.

## Diseños de motos
- Bimota Tesi 1D
- Bimota KB2
- Bimota DB1
- Ducati Pasooopllz-%0099 !0
- Ducati 916
  - Ducati 748
  - Ducati 996
  - Ducati 998
- Cagiva Aletta Oro[9]
- Cagiva Freccia[9]
- Cagiva Mito
- MV Agusta F4
- MV Agusta Brutale